# Liste der Kulturdenkmale in Blankenburg (Harz)
In der Liste der Kulturdenkmale in Blankenburg (Harz) sind alle  Kulturdenkmale der Gemeinde Blankenburg (Harz) und ihrer Ortsteile aufgelistet. Grundlage ist das Denkmalverzeichnis des Landes Sachsen-Anhalt, das auf Basis des Denkmalschutzgesetzes des Landes Sachsen-Anhalt vom 21. Oktober 1991 durch das Landesamt für Denkmalpflege und Archäologie Sachsen-Anhalt erstellt und seither laufend ergänzt wurde (Stand: 31. Dezember 2023).

## Kulturdenkmale nach Ortsteilen

### Außerhalb des Stadtbereichs
Ortsübergreifend: Blankenburg (Harz), Hüttenrode, Rübeland, Elbingerode, Königshütte, Tanne

| Lage                                   | Bezeichnung     | Beschreibung | Erfassungs- nummer | Ausweisungsart               | Bild           |
| -------------------------------------- | --------------- | --- | ------------------ | ---------------------------- | -------------- |
| zwischen Blankenburg und Tanne (Karte) | Eisenbahnanlage | Harzbahn, Rübelandbahn, unter der ID auch in der Liste der Kulturdenkmale in Oberharz am Brocken unter Rübeland geführt; umfangreiches Kulturdenkmal über mehrere Orte und Gemeinden, bestehend aus: - Bahnhof Rübeland-Tropfsteinhöhlen, Blankenburger Straße / Bodebrücke (51.754278, 10.844542) - Eisenbahnbrücke Blankenburger Straße (51.757456, 10.853474) - Bahnhof Rübeland, Blankenburger Straße 1–3 (51.755809, 10.856414; nur noch der Lokschuppen existent) - Lokomotive Rübeland, Blankenburger Straße 3, Bodetal, Bahnhof Rübeland (51.755770, 10.856803; nicht mehr existent) - Bismarcktunnel Oberharz am Brocken, Kreuztal (51.758775, 10.862244) - Kreuztalviaduktbrücke Rübeland, Blankenburger Straße / Kreuztal (51.759887, 10.863902) - Krocksteintunnel Harz Oberharz am Brocken, Kreuztal (51.760611, 10.865147) - Damm Rübeland, Blankenburger Straße / Kreuztal - Bahnhof Blankenburg (Harz), Bahnhofstraße 4, (51.795725, 10.961115) - Lokomotive Blankenburg (Harz), Weinbergstraße Bahnbetriebswerk - Eisenbahnanlage Blankenburg (Harz), Eichberg - Tunnel Hüttenrode, Braunesumpf - Stellwerk Hüttenrode, ehemaliger Bahnhof - Empfangsgebäude Elbingerode (Harz), Westbahnhof 5 - Bahnstrecke von Blankenburg nach Tanne (51.75520, 10.84010) | 107 25014          | Baudenkmal                   | Weitere Bilder |
| Kreuztal                               | Tunnel          | Tunnel | 107 25014 007      | Teilobjekt eines Baudenkmals |                |

### Blankenburg (Harz)
| Lage | Bezeichnung                     | Beschreibung | Erfassungs- nummer | Ausweisungsart                                           | Bild                    |
| --- | ------------------------------- | --- | ------------------ | -------------------------------------------------------- | ----------------------- |
| Eichenberg (Karte) | Wilhelm-Raabe-Warte             | Aussichtsturm, bis 1950 Kaiserwarte | 094 00692          | Baudenkmal                                               | Weitere Bilder          |
| Ziegenkopf (Karte) | Ziegenkopf                      | Aussichtsturm auf dem Ziegenkopf | 094 25111          | Baudenkmal                                               | Weitere Bilder          |
| nördlich von Blankenburg auf einem Sandsteinfelsen (Karte) | Burg Regenstein                 | Burgruine der Burg Regenstein | 094 80971          | Baudenkmal                                               | Weitere Bilder          |
| Eichberg, Wasserweg (Karte) | Eisenbahnanlage                 | Erzstufenbahn Stufe 2. Vierstufige Erzstufenbahn von Braunesumpf zum Hochofenwerk Blankenburg, im Verlauf vom Bahnhof Braunesumpf durch den Bielsteintunnel, weiter südlich des Eichenberges an den Steinbrüchen vorbei. Erhalten sind noch einige Brückenbauwerke, verschlossene Tunnel und Teile des Bahndamms der zweiten bis vierten Stufe. Die Bahn endete am Eisenwerk, heute Michaelsteiner Straße. | 094 01811          | Baudenkmal                                               | Eisenbahnanlage         |
| am Schloss (Karte) | Schlosspark                     | Park | 094 12584          | Baudenkmal                                               | Weitere Bilder          |
| Thiestraße/Am Thie (Karte) | Thiepark                        | Park zwischen Thiestraße, Albrechtstraße, Friedensstraße und Am Thie/Am Jahnplatz. Neben dem Ensemble der Schlossgärten der größte Park in Blankenburg. | 094 56039          | Baudenkmal                                               | Weitere Bilder          |
| im Heers, etwa 500 m nordwestlich der Burg Regenstein (Karte) | Steinbruch                      | Steinbruch, 2018 als Baudenkmal ausgewiesen | 094 30650          | Baudenkmal                                               | BW                      |
| Gewann Heers, etwa 500 m nordöstlich der Burg Regenstein (Karte) | Grube                           | Grube Gewann Heers; im Blankenburger Volksmund Sandhutsche; in neuerer Zeit auch als Feuerland bezeichnet; 2018 als Baudenkmal ausgewiesen | 094 30649          | Baudenkmal                                               | Weitere Bilder          |
| (Karte) | Stadtbefestigung                | mittelalterliche Stadtbefestigung | 094 25129          | Baudenkmal                                               | Weitere Bilder          |
| Albert-Schneider-Straße 7 (Karte) | Gaststätte Alt Blankenburg      | Gaststätte | 094 25112          | Baudenkmal                                               | Weitere Bilder          |
| Albrechtstraße 2 (Karte) | Villa                           | | 094 00335          | Baudenkmal                                               | Weitere Bilder          |
| Am Lindenberg (Karte) | KZ-Außenlager Blankenburg-Oesig | Lager Oesig-Lauseberge, ehemaliges Internierungslager Lauseberge für bis zu 1500 Personen als Zwangsarbeiter für die Rüstungsproduktion. Von ehemals 15 Baracken ist die Baracke 7 als frühe Stahl-Beton-Fertigbaubaracke in Stützen-Riegel-Konstruktion mit Mittelgang erhalten. | 094 25135          | Baudenkmal                                               | Weitere Bilder          |
| Am Thie 1 (Karte) | Schule                          | August-Bebel-Sekundarschule | 094 25066          | Baudenkmal                                               | Schule                  |
| Am Thie 2 (Karte) | Bauernhof                       | | 094 56220          | Baudenkmal                                               | Weitere Bilder          |
| Am Thie 1a (Karte) | Villa                           | | 094 25067          | Baudenkmal                                               | Weitere Bilder          |
| Badegasse 1, 2, 3, Bartholomäikirchhof, Bäuersche Straße 1, 2, 3, 4, 5, 6, 7, 8, 9, 10; 11, 12, 13, 14, 15, 16, 17, 18, 19, 20, 21, 22, 23, Bergstraße 1, 2, 3, 4, 5, 6, 7, 8, 9, 10, 11, 12, 13, 14, 15, 16, 17, 18, 19, 20, 21, 22, 23, 24, Finkenherd, Harzstraße 2, 3, 4; 5, 6, 7, 8, 9, 10, 11, 12, 13, 14, 15, 16, 17, 18, 19, 20, 21, 21a, Hinter dem Rathaus 2, 3, Hohe Straße 1, 2, 3, 4, 5, 6, 7, Katharinenstraße 1, 2, 3, 4, 5, 6, 7, 8, 9, 10, 11, 12, 13, 14; 15, 16, 17, 18, 19, 20, 21, 22, 23, 24, 25, 26, 27, 28, Krumme Straße 1, 2, 3, 4, 5, 6, 7, 8, 9, 10, 11, 12, 13, 14, 15, 16, 17, 18, Lange Straße 1, 2, 3, 4, 5, 6, 7, 8, 9, 10, 11, 12, 13, 14, 15, 16, 17, 18; 25, 26, 27, 28, 29, 30, 31, 32, 33, 34, 35, 36, 37, 38, 39, 40, 41, 42, Markt 1, 2, 3, 4; 5, 6, 7; 8; 9, 10, 11, Marktstraße 1, 2, 3, 4, 5, 6, 7, 8, 9, 10, 11, 12, 13; 23 ..., Mauerstraße 14, 15, 16, Mühlbachstraße, Münze 1, 1b, Petersilienstraße 1; 2, 3, 4, 5, Poststraße 1, 2, 3, 4, Schloßberg 1, 2, 3, 4, 5, 6, 7, 7a, Schulstraße 1, 2 (Karte) | Altstadt                        | Altstadt | 094 03195          | Denkmalbereich                                           | Altstadt                |
| Badegasse 1, 2, 3 (Karte) | Badegasse 1, 2, 3               | Gasse | 094 03195 001      | Teilobjekt eines Denkmalbereichs - Denkmalbereich        | Badegasse 1, 2, 3       |
| Bartholomäikirchhof (Karte) | Kirchhof                        | Kirchhof | 094 03195 002      | Teilobjekt eines Denkmalbereichs - Baudenkmal            | Kirchhof                |
| Bäuersche Straße 1, 2, 4, 5, 6, 7, 8, 9, 10, 15, 16, 17, 18, 19, 20, 21, 22, 23 (Karte) | Straßenzug                      | Straßenzug | 094 03195 003      | Teilobjekt eines Denkmalbereichs - Denkmalbereich        | Straßenzug              |
| Bergstraße 1, 1a, 2, 3, 5, 6, 7, 8, 9, 10, 11, 12, 13, 14, 15, 16, 17, 18, 19, 20, 2. (Karte) | Straßenzug                      | Straßenzug | 094 03195 004      | Teilobjekt eines Denkmalbereichs - Denkmalbereich        | Weitere Bilder          |
| Finkenherd 7, 8 (Karte) | Gasse                           | Gasse | 094 03195 005      | Teilobjekt eines Denkmalbereichs - Denkmalbereich        | Weitere Bilder          |
| Harzstraße 2, 3, 4, 5, 5a, 6, 7, 8, 9, 10, 11, 12, 13, 14, 15, 16, 17, 18, 19, 20, 2 (Karte) | Straßenzug                      | Straßenzug | 094 03195 006      | Teilobjekt eines Denkmalbereichs - Denkmalbereich        | Weitere Bilder          |
| Hinter dem Rathaus 2, 3 (Karte) | Häusergruppe                    | Häusergruppe | 094 03195 007      | Teilobjekt eines Denkmalbereichs - Denkmalbereich        | Häusergruppe            |
| Hohe Straße 1, 2, 3, 4, 7, 8 (Karte) | Straßenzug                      | Straßenzug | 094 03195 008      | Teilobjekt eines Denkmalbereichs - Denkmalbereich        | Weitere Bilder          |
| Katharinenstraße 1 - 21 (Karte) | Straßenzug                      | Straßenzug | 094 03195 009      | Teilobjekt eines Denkmalbereichs - Denkmalbereich        | Weitere Bilder          |
| Krumme Straße 1–18 (Karte) | Straßenzug                      | Straßenzug | 094 03195 010      | Teilobjekt eines Denkmalbereichs - Denkmalbereich        | Weitere Bilder          |
| Lange Straße 1–18, 25, 26, 27, .. (Karte) | Straßenzug                      | Straßenzug | 094 03195 011      | Teilobjekt eines Denkmalbereichs - Denkmalbereich        | Weitere Bilder          |
| Markt 1–7, 9–11 (Karte) | Marktplatz                      | Marktplatz | 094 03195 012      | Teilobjekt eines Denkmalbereichs - Denkmalbereich        | Weitere Bilder          |
| Marktstraße 1–11, 25–29, 31, 32, 37, 38, 39 (Karte) | Straßenzug                      | Straßenzug | 094 03195 013      | Teilobjekt eines Denkmalbereichs - Denkmalbereich        | Weitere Bilder          |
| Mühlbachstraße (Karte) | Mühlbachstraße                  | Straßenzug | 094 03195 014      | Teilobjekt eines Denkmalbereichs - Denkmalbereich        | BW                      |
| Münze 1, 1b (Karte) | Straßenzug                      | Kleine Gasse an der alten Münzmühle | 094 03195 015      | Teilobjekt eines Denkmalbereichs - Denkmalbereich        | Straßenzug              |
| Petersilienstraße 1–5 (Karte) | Straßenzug                      | Straßenzug | 094 03195 016      | Teilobjekt eines Denkmalbereichs - Denkmalbereich        | Straßenzug              |
| Poststraße 1–4 (Karte) | Straßenzeile                    | Straßenzeile | 094 03195 017      | Teilobjekt eines Denkmalbereichs - Denkmalbereich        | Straßenzeile            |
| Schloßberg 2, 2a, 3, 4, 5, 6, 7, 7a (Karte) | Straßenzug                      | Straßenzug | 094 03195 018      | Teilobjekt eines Denkmalbereichs - Denkmalbereich        | Straßenzug              |
| Schulstraße 1, 1a, 1b, 2, 3, 4, 5, 5a, 6, 7, 8 (Karte) | Straßenzug                      | Straßenzug | 094 03195 019      | Teilobjekt eines Denkmalbereichs - Denkmalbereich        | Straßenzug              |
| Töpferstraße (Karte) | Töpferstraße                    | Straßenzug | 094 03195 020      | Teilobjekt eines Denkmalbereichs - Denkmalbereich        | BW                      |
| Tränkestraße 1–21 (Karte) | Straßenzug                      | Straßenzug | 094 03195 021      | Teilobjekt eines Denkmalbereichs - Denkmalbereich        | Weitere Bilder          |
| Tummelplatz (Karte) | Tummelplatz                     | Platz | 094 03195 022      | Teilobjekt eines Denkmalbereichs - Denkmalbereich        | Weitere Bilder          |
| Vincentstraße 1, 1a, 2, 3, 4, 5, 6, 7 (Karte) | Straßenzug                      | Straßenzug | 094 03195 023      | Teilobjekt eines Denkmalbereichs - Denkmalbereich        | Straßenzug              |
| Winde 1, 2, 2a, 3, 4, 5, 6, 7, 8, 9, 10, 11a, 11b (Karte) | Straßenzug                      | Straßenzug | 094 03195 024      | Teilobjekt eines Denkmalbereichs - Denkmalbereich        | Straßenzug              |
| Mauerstraße 14–16 (Karte) | Häusergruppe                    | Häusergruppe | 094 03195 025      | Teilobjekt eines Denkmalbereichs - Baudenkmal            | Häusergruppe            |
| Bahnhofstraße (Karte) | Denkmal                         | Denkmal | 094 25109          | Baudenkmal                                               | Denkmal                 |
| Bahnhofstraße 1 (Karte) | Villa                           | Villa | 094 97626          | Baudenkmal                                               | Villa                   |
| Bahnhofstraße 4 (Karte) | Bahnhof Blankenburg (Harz)      | Bahnhof Zeitweise als Baudenkmal unter der Erfassungsnummer 094 01776 geführt. | 107 25014 001      | Teilobjekt eines Baudenkmals                             | Weitere Bilder          |
| Eichberg | Eisenbahnanlage                 | Eisenbahnanlage | 107 25014 003      | Teilobjekt eines Baudenkmals                             |                         |
| Bahnhofstraße Weinbergstraße Bahnbetriebswerk Blankenburg (Karte) | Lokomotive                      | Lokomotive Dampflokomotive BR 50 Nr. 50 3708-0, zeitweise auch unter der Nummer 094 10072 als bewegliches Kulturdenkmal erfasst. | 107 25014 013      | Teilobjekt eines Baudenkmals - bewegliches Kulturdenkmal | Lokomotive              |
| Bartholomäikirchhof (Karte) | Sankt-Bartholomäus-Kirche       | Kirche | 094 00924          | Baudenkmal                                               | Weitere Bilder          |
| Bartholomäikirchhof 1 (Karte) | Alte Schule, Armenhaus          | Altes Schulgebäude von 1620 mit Anbau von 1677. Nachdem das Gymnasium 1877 am Thiepark als Neubau errichtet wurde, befand sich hier das Armenhaus der Stadt. | 094 01767          | Baudenkmal                                               | Alte Schule, Armenhaus  |
| Bergstraße 3 (Karte) | Wohnhaus                        | | 094 01758          | Baudenkmal                                               | Wohnhaus                |
| Bergstraße 5 (Karte) | Wohnhaus                        | | 094 01799          | Baudenkmal                                               | Wohnhaus                |
| Bergstraße 8 (Karte) | Wohnhaus                        | | 094 00700          | Baudenkmal                                               | Wohnhaus                |
| Bergstraße 11 (Karte) | Wohnhaus                        | | 107 40139          | Baudenkmal                                               | Wohnhaus                |
| Bergstraße 12 (Karte) | Wohnhaus                        | | 094 00338          | Baudenkmal                                               | Wohnhaus                |
| Bergstraße 15 (Karte) | Herbergsmuseum                  | Museum | 094 25214          | Baudenkmal                                               | Weitere Bilder          |
| Bergstraße 19 (Karte) | Wohnhaus                        | | 094 01801          | Baudenkmal                                               | Wohnhaus                |
| Bergstraße 20 (Karte) | Wohnhaus                        | Schleinitzsches Haus | 094 01759          | Baudenkmal                                               | Wohnhaus                |
| Bergstraße 21 (Karte) | Wohnhaus                        | Fachwerkhaus, bildet mit Nr. 22 ein Doppelhaus. | 094 01806          | Baudenkmal                                               | Wohnhaus                |
| Bergstraße 22 (Karte) | Wohnhaus                        | Fachwerkhaus, bildet mit Nr. 21 ein Doppelhaus. | 094 25312          | Baudenkmal                                               | Wohnhaus                |
| Bergstraße 24 (Karte) | Wohnhaus                        | | 094 25365          | Baudenkmal                                               | Wohnhaus                |
| Bäuersche Straße 15 (Karte) | Wohnhaus                        | | 094 00673          | Baudenkmal                                               | Weitere Bilder          |
| Bäuersche Straße 16 (Karte) | Wohnhaus                        | Wohnhaus, Fachwerkgebäude von 1431, gemeinsam mit der Nummer 17 das älteste Wohnhaus der Stadt | 094 00712          | Baudenkmal                                               | Wohnhaus                |
| Bäuersche Straße 17 (Karte) | Wohnhaus                        | Wohnhaus, Fachwerkgebäude von 1431, gemeinsam mit der Nummer 16 das älteste Wohnhaus der Stadt | 094 00681          | Baudenkmal                                               | Wohnhaus                |
| Bäuersche Straße 20 (Karte) | Wohnhaus                        | | 094 01823          | Baudenkmal                                               | Wohnhaus                |
| Bäuersche Straße 23 (Karte) | Wohnhaus                        | | 094 25207          | Baudenkmal                                               | Wohnhaus                |
| Dr.-Jasper-Straße 1 (Karte) | Wohnhaus                        | | 094 00660          | Baudenkmal                                               | Wohnhaus                |
| Dr.-Jasper-Straße 3 (Karte) | Villa                           | | 094 56452          | Baudenkmal                                               | Villa                   |
| Dr.-Jasper-Straße 1, 4, 5, Herzogstraße 4, 5, 6, 7, 8, 9, 21 (Karte) | Häusergruppe                    | | 094 00682          | Denkmalbereich                                           | Häusergruppe            |
| Friedensstraße 14, 15, 16 (Karte) | Häusergruppe                    | | 094 00723          | Denkmalbereich                                           | Weitere Bilder          |
| Gartenstraße, Klosterstraße (Karte) | Stadtpark                       | Stadtpark, am 3. Juni 2015 als Denkmal ausgewiesen Parkanlage mit Bäumen und Freilichtbühne. | 107 50005          | Baudenkmal                                               | Weitere Bilder          |
| Gartenstraße 1 (Karte) | Gärtnerei                       | | 094 25068          | Baudenkmal                                               | Weitere Bilder          |
| Geysostraße 4 (Karte) | Wohnhaus                        | | 094 01753          | Baudenkmal                                               | Weitere Bilder          |
| Grefestraße 13, 14 (Karte) | Wohnhaus                        | | 094 25069          | Baudenkmal                                               | Weitere Bilder          |
| Harzstraße 6 (Karte) | Wohnhaus                        | | 094 25118          | Baudenkmal                                               | Weitere Bilder          |
| Harzstraße 11 (Karte) | Wohnhaus                        | | 094 01793          | Baudenkmal                                               | Weitere Bilder          |
| Harzstraße 13 (Karte) | Wohnhaus                        | | 094 25198          | Baudenkmal                                               | Weitere Bilder          |
| Harzstraße 2, 3 (ehemalige Faktorei Blankenburg) (Karte) | Verwaltungsgebäude              | Sitz der Stadtverwaltung und des Standesamtes | 094 01792          | Baudenkmal                                               | Weitere Bilder          |
| Harzstraße 20, 21 (Karte) | Wohnhaus                        | | 094 25199          | Baudenkmal                                               | Wohnhaus                |
| Harzstraße 22, 23, 24, 25, 26, 27 (Karte) | Straßenzeile                    | | 094 25122          | Denkmalbereich                                           | Straßenzeile            |
| Hasselfelder Straße 3 (Karte) | Villa                           | | 094 25142          | Baudenkmal                                               | Villa                   |
| Hasselfelder Straße 4 (Karte) | Villa                           | | 094 25143          | Baudenkmal                                               | Villa                   |
| Hasselfelder Straße 6 (Karte) | Wohnhaus                        | | 094 25144          | Baudenkmal                                               | Wohnhaus                |
| Hasselfelder Straße 7 (Karte) | Villa                           | Villa | 094 25070          | Baudenkmal                                               | Villa                   |
| Hasselfelder Straße 8 (Karte) | Hotel Victoria Luise            | als Hotel genutzte Villa von 1893 im Jugendstil | 094 25071          | Baudenkmal                                               | Hotel Victoria Luise    |
| Hasselfelder Straße 9 (Karte) | Wohnhaus                        | | 094 25150          | Baudenkmal                                               | Wohnhaus                |
| Hasselfelder Straße 10 (Karte) | Lazarett                        | | 094 25003          | Baudenkmal                                               | Weitere Bilder          |
| Hasselfelder Straße 11 (Karte) | Exerzierhaus                    | | 094 25002          | Baudenkmal                                               | Weitere Bilder          |
| Hasselfelder Straße 31 (Karte) | Kaserne                         | | 094 25073          | Baudenkmal                                               | Weitere Bilder          |
| Heidelberg 2 (Karte) | Villa                           | | 094 25108          | Baudenkmal                                               | Villa                   |
| Heidelberg 5 (Karte) | Villa                           | Villa | 094 25110          | Baudenkmal                                               | Villa                   |
| Heidelberg 8 (Karte) | Villa                           | | 094 25074          | Baudenkmal                                               | Villa                   |
| Heidelberg 9 (Karte) | Villa                           | | 094 25075          | Baudenkmal                                               | Weitere Bilder          |
| Heidelberg 1, 2, 3, 4, 5, 5a, 6, 7, 8, 8a, 9, 10, 11, 12, 13, 13a (Karte) | Straßenzeile                    | | 094 01778          | Denkmalbereich                                           | Weitere Bilder          |
| Heidelberg 12 (Karte) | Villa                           | | 094 25076          | Baudenkmal                                               | Weitere Bilder          |
| Heidelberg 13 (Karte) | Villa                           | | 094 01817          | Baudenkmal                                               | Weitere Bilder          |
| Helenenstraße 5, Schleinitzstraße 7, 8, 9, 13, 14 (Karte) | Straßenzug                      | | 094 25106          | Denkmalbereich                                           | Weitere Bilder          |
| Helsunger Straße (Karte) | Waldfriedhof Blankenburg (Harz) | Friedhof mit Marthakapelle | 094 25134          | Baudenkmal                                               | Weitere Bilder          |
| Helsunger Straße, auf dem Friedhof (Karte) | Kapelle                         | Marthakapelle auf dem Waldfriedhof | 094 25134 001      | Teilobjekt eines Baudenkmals                             | Kapelle                 |
| Helsunger Straße 19 (Karte) | Wohn- und Geschäftshaus         | Wohn- und Geschäftshaus | 094 25131          | Baudenkmal                                               | Weitere Bilder          |
| Helsunger Straße 34 (Karte) | Schule                          | Heinrich-Heine-Schule bzw. August-Bebel-Schule Blankenburg Haus 2 | 107 25007          | Baudenkmal                                               | Weitere Bilder          |
| Helsunger Straße 41 (Karte) | Kirche                          | Katholische St.-Josef-Kirche, 1882 erbaut | 094 01805          | Baudenkmal                                               | Weitere Bilder          |
| Herzogstraße 3 (Karte) | Martin-Luther-Schule            | Schule | 094 01810          | Baudenkmal                                               | Weitere Bilder          |
| Herzogstraße 7 (Karte) | Wohnhaus                        | | 094 00668          | Baudenkmal                                               | Wohnhaus                |
| Herzogstraße 8 (Karte) | Villa                           | | 094 25151          | Baudenkmal                                               | Villa                   |
| Herzogstraße 11 (Karte) | Polizeirevier                   | ehemaliges Wohnhaus, 1806 im Stil des Klassizismus errichtet, heute als Polizeirevier genutzt | 094 01772          | Baudenkmal                                               | Polizeirevier           |
| Herzogstraße 14 (Karte) | Wohnhaus                        | | 094 25115          | Baudenkmal                                               | Wohnhaus                |
| Herzogstraße 16 (Karte) | Georgenhof                      | Hospital, Kirche; Georgenhof ehemaliges Spital St. Georg | 094 01760          | Baudenkmal                                               | Weitere Bilder          |
| Herzogstraße 16a (Karte) | Storchenhaus                    | Villa im Jugendstil von 1905 | 094 01820          | Baudenkmal                                               | Storchenhaus            |
| Herzogstraße 18 (Karte) | Villa                           | Villa, am 5. Mai 2015 als Denkmal ausgewiesen | 107 40148          | Baudenkmal                                               | Villa                   |
| Herzogstraße 21 (Karte) | Wohnhaus                        | | 094 01752          | Baudenkmal                                               | Wohnhaus                |
| Herzogsweg 1, 2 Umfeld des Schlosses (Karte) | Remise                          | | 094 25121          | Baudenkmal                                               | Weitere Bilder          |
| Hohe Straße 1 (Karte) | Wohnhaus                        | | 094 25120          | Baudenkmal                                               | Wohnhaus                |
| Hohe Straße 3 (Karte) | Wohnhaus                        | | 094 01808          | Baudenkmal                                               | Wohnhaus                |
| Hohe Straße 7 (Karte) | Wohnhaus                        | Ribbentropsches Haus | 094 01769          | Baudenkmal                                               | Wohnhaus                |
| Katharinenstraße 11 (Karte) | Wohnhaus                        | | 094 00912          | Baudenkmal                                               | Wohnhaus                |
| Katharinenstraße 13 (Karte) | Wohnhaus                        | | 094 25200          | Baudenkmal                                               | Wohnhaus                |
| Katharinenstraße 23 (Karte) | Wohnhaus                        | | 094 01783          | Baudenkmal                                               | Wohnhaus                |
| Katharinenstraße 24 (Karte) | Wohnhaus                        | | 094 25124          | Baudenkmal                                               | Wohnhaus                |
| Klosterstraße 3 (Karte) | Villa                           | | 094 25077          | Baudenkmal                                               | Villa                   |
| Klosterstraße 9, 10, 11, 12, 13 (Karte) | Straßenzeile                    | | 094 00701          | Denkmalbereich                                           | Weitere Bilder          |
| Knorrenbergstraße 2 (Karte) | Villa                           | | 094 01786          | Baudenkmal                                               | Villa                   |
| Kreuzstraße 4 (Karte) | Villa                           | Villa Cäcilie | 094 25080          | Baudenkmal                                               | Villa                   |
| Kreuzstraße 11, 12; 30, 31 (Karte) | Häusergruppe                    | | 094 25082          | Denkmalbereich                                           | Weitere Bilder          |
| Kreuzstraße 15, 16, 17, 18, 19, 20, 21, 22, 23, 24, 25, 26 (Karte) | Häusergruppe                    | | 094 25152          | Denkmalbereich                                           | Weitere Bilder          |
| Kreuzstraße 40 (Karte) | Wohnhaus                        | | 094 01756          | Baudenkmal                                               | Weitere Bilder          |
| Kreuzstraße 41 (Karte) | Wohnhaus                        | | 094 25083          | Baudenkmal                                               | Weitere Bilder          |
| Kreuzstraße 8, 9, 10; 33, 34, 35 (Karte) | Häusergruppe                    | | 094 25081          | Denkmalbereich                                           | Häusergruppe            |
| Krumme Straße 4 (Karte) | Wohnhaus                        | | 094 00716          | Baudenkmal                                               | Wohnhaus                |
| Krumme Straße 5 (Karte) | Wohnhaus                        | | 094 01787          | Baudenkmal                                               | Wohnhaus                |
| Kuno-Rieke-Straße 2 (Karte) | Wohnhaus                        | | 094 00666          | Baudenkmal                                               | Wohnhaus                |
| Kuno-Rieke-Straße 1, 2, 3, 4 (Karte) | Häusergruppe                    | | 094 00687          | Denkmalbereich                                           | Weitere Bilder          |
| Kuno-Rieke-Straße 9, 10, 11, 12 (Karte) | Schule                          | Pestalozzischule, „Stabil Harz“ | 094 25117          | Baudenkmal                                               | Weitere Bilder          |
| Lange Straße 3 (Karte) | Wohn- und Geschäftshaus         | | 094 00694          | Baudenkmal                                               | Wohn- und Geschäftshaus |
| Lange Straße 4 (Karte) | Wohn- und Geschäftshaus         | | 094 00724          | Baudenkmal                                               | Wohn- und Geschäftshaus |
| Lange Straße 8 (Karte) | Wohnhaus                        | | 094 00721          | Baudenkmal                                               | Wohnhaus                |
| Lange Straße 9 (Karte) | Wohn- und Geschäftshaus         | | 094 01802          | Baudenkmal                                               | Wohn- und Geschäftshaus |
| Lange Straße 13 (Karte) | Wohn- und Geschäftshaus         | | 094 00717          | Baudenkmal                                               | Wohn- und Geschäftshaus |
| Lange Straße 18 (Karte) | Wohnhaus                        | | 094 16157          | Baudenkmal                                               | Wohnhaus                |
| Lange Straße 31 (Karte) | Bankgebäude                     | | 094 00718          | Baudenkmal                                               | Bankgebäude             |
| Lange Straße 33 (Karte) | Wohnhaus                        | | 094 00336          | Baudenkmal                                               | Wohnhaus                |
| Lange Straße 34 (Karte) | Wohn- und Geschäftshaus         | | 094 00719          | Baudenkmal                                               | Wohn- und Geschäftshaus |
| Lange Straße 35 (Karte) | Wohn- und Geschäftshaus         | | 094 25201          | Baudenkmal                                               | Wohn- und Geschäftshaus |
| Lange Straße 36 (Karte) | Wohn- und Geschäftshaus         | | 094 01858          | Baudenkmal                                               | Wohn- und Geschäftshaus |
| Lange Straße 37 (Karte) | Wohn- und Geschäftshaus         | | 094 00720          | Baudenkmal                                               | Wohn- und Geschäftshaus |
| Lange Straße 41 (Karte) | Wohn- und Geschäftshaus         | | 094 01803          | Baudenkmal                                               | Wohn- und Geschäftshaus |
| Lange Straße 42 (Karte) | Wohn- und Geschäftshaus         | | 094 25202          | Baudenkmal                                               | Wohn- und Geschäftshaus |
| Lindestraße 1, 2, 3, 4, 5, 6 (Karte) | Häusergruppe                    | | 094 01785          | Denkmalbereich                                           | Weitere Bilder          |
| Ludwig-Rudolf-Straße 1 (Karte) | Villa                           | | 094 25084          | Baudenkmal                                               | Villa                   |
| Ludwig-Rudolf-Straße 4 (Karte) | Krankenhaus                     | Altes städtisches Krankenhaus | 094 25085          | Baudenkmal                                               | Weitere Bilder          |
| Ludwig-Rudolf-Straße 1, 1a, 1b, 2, 3, 8 (Karte) | Häusergruppe                    | | 094 00710          | Denkmalbereich                                           | Weitere Bilder          |
| Luisenstraße 1 (Karte) | Villa                           | | 107 40144          | Baudenkmal                                               | Villa                   |
| Löbbeckestraße 1, 3, 5, 7, 9 (Karte) | Straßenzeile                    | | 094 01819          | Denkmalbereich                                           | Straßenzeile            |
| Löbbeckestraße 10 (Karte) | Postamt                         | | 094 01822          | Baudenkmal                                               | Weitere Bilder          |
| Lühnertorplatz (Karte) | Park                            | Alter Friedhof | 094 25136          | Baudenkmal                                               | Weitere Bilder          |
| Marienstraße 1 (Karte) | Villa                           | | 094 25001          | Baudenkmal                                               | Weitere Bilder          |
| Marienstraße 2 (Karte) | Villa                           | | 094 25104          | Baudenkmal                                               | Weitere Bilder          |
| Markt (Karte) | Brunnen                         | | 094 25113          | Baudenkmal                                               | Brunnen                 |
| Markt 3 (Karte) | Wohnhaus                        | | 094 25203          | Baudenkmal                                               | Wohnhaus                |
| Markt 4 (Karte) | Palais                          | | 094 01754          | Baudenkmal                                               | Weitere Bilder          |
| Markt 8 (Karte) | Rathaus                         | Rathaus aus dem 16. Jahrhundert | 094 01782          | Baudenkmal                                               | Weitere Bilder          |
| Markt 9 (Karte) | Pfarrhaus                       | | 094 25119          | Baudenkmal                                               | Pfarrhaus               |
| Markt 11 (Karte) | Wohnhaus                        | | 094 01755          | Baudenkmal                                               | Wohnhaus                |
| Marktstraße 2 (Karte) | Wohnhaus                        | Ursprungssitz der Firma Möbel Unger | 094 01795          | Baudenkmal                                               | Wohnhaus                |
| Marktstraße 7 (Karte) | Wohnhaus                        | | 094 00334          | Baudenkmal                                               | Wohnhaus                |
| Marktstraße 8 (Karte) | Wohnhaus                        | | 094 01807          | Baudenkmal                                               | Wohnhaus                |
| Marktstraße 11 (Karte) | Wohnhaus                        | | 094 25128          | Baudenkmal                                               | Wohnhaus                |
| Marktstraße 29 (Karte) | Wohnhaus                        | | 094 25204          | Baudenkmal                                               | Wohnhaus                |
| Marktstraße 31 (Karte) | Wohnhaus                        | | 094 03201          | Baudenkmal                                               | Wohnhaus                |
| Marktstraße 32 (Karte) | Wohnhaus                        | | 094 01796          | Baudenkmal                                               | Wohnhaus                |
| Marktstraße 37 (Karte) | Wohnhaus                        | | 094 25205          | Baudenkmal                                               | Wohnhaus                |
| Marktstraße 40 (Karte) | Wohnhaus                        | | 094 01779          | Baudenkmal                                               | Wohnhaus                |
| Marktstraße 41 (Karte) | Wohnhaus                        | | 094 25114          | Baudenkmal                                               | Wohnhaus                |
| Mauerstraße 4 (Karte) | Wohn- und Geschäftshaus         | | 094 01818          | Baudenkmal                                               | Wohn- und Geschäftshaus |
| Mauerstraße 9 (Karte) | Kurhotel Fürstenhof             | Hotel, ehemaliger „Fürstenhof“ | 094 01763          | Baudenkmal                                               | Weitere Bilder          |
| Mauerstraße 14 (Karte) | Amtsgericht Blankenburg         | ehemaliges Gerichtsgebäude | 094 01773          | Baudenkmal                                               | Weitere Bilder          |
| Michaelstein (Karte) | Kloster Michaelstein            | Kloster Michaelstein | 094 01804          | Baudenkmal                                               | Weitere Bilder          |
| Michaelsteiner Straße 15, 16, 17, 18, 19, 20, 21, Wilhelm-Rabe-Straße 1 (Karte) | Häusergruppe                    | | 094 00705          | Denkmalbereich                                           | Weitere Bilder          |
| Michaelsteiner Straße 29 (Karte) | Fabrik                          | ehemalige Harzer Werke | 094 25087          | Baudenkmal                                               | Weitere Bilder          |
| Michaelsteiner Straße 34, 35 (Karte) | Ziegelei                        | | 094 25088          | Baudenkmal                                               | Weitere Bilder          |
| Mozartstraße 3 (Karte) | Wohnhaus                        | | 094 25089          | Baudenkmal                                               | Weitere Bilder          |
| Mühlenstraße 24, 25 (Karte) | Häusergruppe                    | Zwei Häuser links und rechts der Einmündung der Georg-Schultz-Straße | 094 00667          | Denkmalbereich                                           | Weitere Bilder          |
| Mühlenstraße 45 (Karte) | Mühlenhof                       | Zimmermanns Mühle | 094 00665          | Baudenkmal                                               | Mühlenhof               |
| Münze 2 (Karte) | Wohnhaus                        | Münzmühle | 094 03199          | Baudenkmal                                               | Weitere Bilder          |
| Neue Halberstädter Straße 4 (Karte) | Wohnhaus                        | | 094 25090          | Baudenkmal                                               | Wohnhaus                |
| Neue Halberstädter Straße 1, 3, 5 (Karte) | Elektrizitätswerk               | heute Kunst- und Kulturzentrum „Altes E-Werk“ | 094 25130          | Baudenkmal                                               | Elektrizitätswerk       |
| Neue Halberstädter Straße 13, 15, 17 (Karte) | Domäne                          | heute Feuerwehrstation | 094 25005          | Baudenkmal                                               | Weitere Bilder          |
| Neue Halberstädter Straße 21a, 21b, 21c, 21d, 23a, 23b, 23c, 23d, 23e, 23f, 23g, 23h (Karte) | Gutsarbeiterhaus                | | 094 25091          | Baudenkmal                                               | Weitere Bilder          |
| Neue Halberstädter Straße 25 (Karte) | Villa                           | | 094 25092          | Baudenkmal                                               | Weitere Bilder          |
| Neue Halberstädter Straße 58 (Karte) | Polizeihaus                     | Firmensitz STRATIE Bau GmbH Blankenburg / Harz | 094 01809          | Baudenkmal                                               | Weitere Bilder          |
| Neue Halberstädter Straße 63 (Karte) | Villa                           | | 094 01814          | Baudenkmal                                               | Weitere Bilder          |
| Nordstraße 15, 16, 17, 18, 19, 20, 21, 22, 23, Wilhelm-Rabe-Straße 7 (Karte) | Straßenzug                      | | 094 25093          | Denkmalbereich                                           | Weitere Bilder          |
| Nordstraße 22 (Karte) | Wohnhaus                        | | 094 01816          | Baudenkmal                                               | Wohnhaus                |
| Obere Knorrenbergstraße 5 (Karte) | Villa                           | | 094 25094          | Baudenkmal                                               | Villa                   |
| Poststraße 1 (Karte) | Wohn- und Geschäftshaus         | | 094 00695          | Baudenkmal                                               | Wohn- und Geschäftshaus |
| Rohdenbergstraße 22 (Karte) | Villa                           | | 094 25364          | Baudenkmal                                               | Villa                   |
| Rohdenbergstraße 23 (Karte) | Villa                           | | 094 25220          | Baudenkmal                                               | Villa                   |
| Rübeländer Straße Kreuzung der Alten Elbingeröder Straße (Karte) | Albert-Schneider-Denkmal        | Denkmal für den Direktor der HBE Albert Schneider | 094 25137          | Kleindenkmal                                             | Weitere Bilder          |
| Rübeländer Straße 1 (Karte) | Villa                           | Villa Georg | 094 00661          | Baudenkmal                                               | Weitere Bilder          |
| Rübeländer Straße 8 (Karte) | Villa                           | | 094 25366          | Baudenkmal                                               | Villa                   |
| Rübeländer Straße 9 (Karte) | Villa                           | | 094 25367          | Baudenkmal                                               | Villa                   |
| Rübeländer Straße 1, 2, 3, 4, 5, 6, 7, 8, 9, 21, 22, 23, 24, 25, 26, 27 (Karte) | Straßenzug                      | | 094 25095          | Denkmalbereich                                           | Weitere Bilder          |
| Rübeländer Straße 22 (Karte) | Villa                           | | 094 25368          | Baudenkmal                                               | Weitere Bilder          |
| Rübeländer Straße 23 (Karte) | Villa                           | | 094 25369          | Baudenkmal                                               | Villa                   |
| Rübeländer Straße 24 (Karte) | Villa                           | | 094 25371          | Baudenkmal                                               | Weitere Bilder          |
| Rübeländer Straße 25 (Karte) | Villa                           | Doppelhaus mit Nr. 26 | 094 25372          | Baudenkmal                                               | Villa                   |
| Rübeländer Straße 26 (Karte) | Villa                           | Doppelhaus mit Nr. 25 | 094 25373          | Baudenkmal                                               | Villa                   |
| Rübeländer Straße 27 (Karte) | Villa                           | | 094 00662          | Baudenkmal                                               | Weitere Bilder          |
| Schieferberg 1 (Karte) | Forsthof                        | | 094 25123          | Baudenkmal                                               | Weitere Bilder          |
| Schieferberg 3 (Karte) | Wohnhaus                        | Wohnhaus | 094 25096          | Baudenkmal                                               | Weitere Bilder          |
| Schleinitzstraße 7 (Karte) | Villa                           | Villa | 094 25105          | Baudenkmal                                               | Weitere Bilder          |
| Schleinitzstraße 9 | Wohnhaus                        | Wohnhaus Im Jahr 2023 in das Denkmalverzeichnis eingetragen. | 094 18959          | Baudenkmal                                               | Wohnhaus                |
| Schleinitzstraße 14 (Karte) | Wohnhaus                        | Wohnhaus | 094 25107          | Baudenkmal                                               | Weitere Bilder          |
| Schleinitzstraße 2, 3, 4 (Karte) | Häusergruppe                    | | 094 25097          | Denkmalbereich                                           | Weitere Bilder          |
| Schlossberg 1 (Karte) | Großes Schloss                  | Schloss | 094 01770          | Baudenkmal                                               | Weitere Bilder          |
| Schloßberg 2 (Karte) | Obere Mühle                     | Mühle, erstmals 1453 erwähnte Wassermühle, heute gastronomisch genutzt | 094 25257          | Baudenkmal                                               | Weitere Bilder          |
| Schloßberg 3 (Karte) | Pfarrhof                        | | 094 01771          | Baudenkmal                                               | Weitere Bilder          |
| Schloßberg 4 (Karte) | Villa                           | Karfunkelburg | 094 01775          | Baudenkmal                                               | Villa                   |
| Schloßgasse 4 Stadtbefestigung (Karte) | Stadtmauerturm                  | | 094 01766          | Baudenkmal                                               | Stadtmauerturm          |
| Schnappelberg (Karte) | Sühnekreuz                      | aus Sandstein gefertigtes Sühnekreuz aus der Zeit nach 1500, wird auch in der Liste der Bodendenkmale in Blankenburg als Bodendenkmal geführt | 094 25398          | Kleindenkmal                                             | Weitere Bilder          |
| Schnappelberg 4a (Karte) | Wohnhaus                        | | 094 25098          | Baudenkmal                                               | Wohnhaus                |
| Schnappelberg 5 (Karte) | Schlosshotel                    | Kaserne, zum Schlosshotel umgebaute ehemalige Kaserne von 1859 | 094 00664          | Baudenkmal                                               | Weitere Bilder          |
| Schnappelberg 6 (Karte) | Kleines Schloss                 | kleines Schloss, erbaut ab 1725 | 094 00663          | Baudenkmal                                               | Weitere Bilder          |
| Schulstraße 2 (Karte) | Wohnhaus                        | | 094 00669          | Baudenkmal                                               | Wohnhaus                |
| Schulstraße 6 (Karte) | Wohnhaus                        | | 094 00693          | Baudenkmal                                               | Wohnhaus                |
| Schulstraße 7 (Karte) | Wohnhaus                        | | 094 25138          | Baudenkmal                                               | Wohnhaus                |
| Schulstraße 8 (Karte) | Wohnhaus                        | | 094 00337          | Baudenkmal                                               | Wohnhaus                |
| Thiestraße 2 (Karte) | Villa                           | Villa, am 17. September 2015 als Denkmal ausgewiesen | 107 40150          | Baudenkmal                                               | Villa                   |
| Thiestraße 4 (Karte) | Kurhaus Teufelsbad              | | 094 25116          | Baudenkmal                                               | Weitere Bilder          |
| Tränkestraße 3 (Karte) | Wohnhaus                        | | 094 25127          | Baudenkmal                                               | Wohnhaus                |
| Tränkestraße 5 (Karte) | Wohn- und Geschäftshaus         | | 094 25125          | Baudenkmal                                               | Wohn- und Geschäftshaus |
| Tränkestraße 6 (Karte) | Wohn- und Geschäftshaus         | | 094 01781          | Baudenkmal                                               | Wohn- und Geschäftshaus |
| Tränkestraße 7 (Karte) | Wohnhaus                        | | 094 97982          | Baudenkmal                                               | Weitere Bilder          |
| Tränkestraße 8 (Karte) | Wohn- und Geschäftshaus         | | 094 25126          | Baudenkmal                                               | Weitere Bilder          |
| Tränkestraße 9 (Karte) | Wohnhaus                        | | 094 25206          | Baudenkmal                                               | Weitere Bilder          |
| Tränkestraße 10 (Karte) | Domäne                          | | 094 00727          | Baudenkmal                                               | Weitere Bilder          |
| Tränkestraße 16 (Karte) | Wohn- und Geschäftshaus         | | 094 01821          | Baudenkmal                                               | Wohn- und Geschäftshaus |
| Tränkestraße 17 (Karte) | Wohn- und Geschäftshaus         | | 094 00699          | Baudenkmal                                               | Wohn- und Geschäftshaus |
| Tränkestraße 21 (Karte) | Wohn- und Geschäftshaus         | | 094 25208          | Baudenkmal                                               | Weitere Bilder          |
| Vincentstraße 3 (Karte) | Wohnhaus                        | | 094 25209          | Baudenkmal                                               | Weitere Bilder          |
| Vincentstraße 5 (Karte) | Gutshof                         | | 094 00722          | Baudenkmal                                               | Weitere Bilder          |
| Vincentstraße 6 (Karte) | Wohn- und Geschäftshaus         | | 094 01781          | Baudenkmal                                               | Weitere Bilder          |
| Weinbergstraße 1/2 (Karte) | Wohn- und Geschäftshaus         | Villa von 1911 | 094 01764          | Baudenkmal                                               | Wohn- und Geschäftshaus |
| Welfenstraße 5 (Karte) | Villa                           | | 094 25099          | Baudenkmal                                               | Villa                   |
| Welfenstraße 13 (Karte) | Villa                           | | 094 25100          | Baudenkmal                                               | Weitere Bilder          |
| Welfenstraße 14 (Karte) | Villa                           | | 094 25101          | Baudenkmal                                               | Weitere Bilder          |
| Welfenstraße 18 (Karte) | Villa                           | Villa Emma | 094 25102          | Baudenkmal                                               | Villa                   |
| Welfenstraße 21 (Karte) | Villa                           | | 094 97500          | Baudenkmal                                               | Villa                   |
| Westerhäuser Straße 1 (Karte) | Gasthof                         | Gasthof „Zum Wilden Mann“, später Gasthaus „Forsthaus“ | 094 01774          | Baudenkmal                                               | Gasthof                 |
| Westerhäuser Straße 62 (Karte) | Wohnhaus                        | | 094 00732          | Baudenkmal                                               | Wohnhaus                |
| Wilhelmstraße 3 (Karte) | Villa                           | | 094 25103          | Baudenkmal                                               | Villa                   |

### Börnecke
| Lage                                                                  | Bezeichnung  | Beschreibung                  | Erfassungs- nummer | Ausweisungsart | Bild           |
| --------------------------------------------------------------------- | ------------ | ----------------------------- | ------------------ | -------------- | -------------- |
| Blankenburger Straße / Ecke Hohe Straße (Karte)                       | Kirche       | St. Petrus                    | 094 00328          | Baudenkmal     | Weitere Bilder |
| Hohe Straße 1 (Karte)                                                 | Bauernhaus   |                               | 094 00333          | Baudenkmal     | Weitere Bilder |
| Hohe Straße 4a (Karte)                                                | Schule       |                               | 094 25210          | Baudenkmal     | Weitere Bilder |
| Hohe Straße 5 (Karte)                                                 | Pfarrhaus    |                               | 094 00251          | Baudenkmal     | Weitere Bilder |
| Hohe Straße 8 (Karte)                                                 | Gutshof      | Amtshof                       | 094 00311          | Baudenkmal     | Gutshof        |
| Hohe Straße 9 (Karte)                                                 | Bauernhof    |                               | 094 00269          | Baudenkmal     | Weitere Bilder |
| Hohe Straße 10, 10a, 10b (Karte)                                      | Bauernhof    |                               | 094 00332          | Baudenkmal     | Weitere Bilder |
| Hohe Straße 12 (Karte)                                                | Wohnhaus     |                               | 094 00314          | Baudenkmal     | Wohnhaus       |
| Lange Straße 5 (Karte)                                                | Wohnhaus     |                               | 094 56017          | Baudenkmal     | Weitere Bilder |
| Lange Straße 6 (Karte)                                                | Wohnhaus     |                               | 094 25211          | Baudenkmal     | Wohnhaus       |
| Lange Straße 8 (Karte)                                                | Wohnhaus     |                               | 094 00323          | Baudenkmal     | Weitere Bilder |
| Ortsverbindungsstraße zur B 81 westlich Börnecke, am Goldbach (Karte) | Brücke       | Brücke – Brockenstedter Mühle | 107 25010          | Baudenkmal     | Weitere Bilder |
| Rahle 5 (Karte)                                                       | Wohnhaus     |                               | 094 00318          | Baudenkmal     | Weitere Bilder |
| Steinweg 1, 2 (Karte)                                                 | Häusergruppe |                               | 094 02737          | Denkmalbereich | Weitere Bilder |
| Steinweg 2 (Karte)                                                    | Mühle        |                               | 094 02738          | Baudenkmal     | Weitere Bilder |
| Tränkestraße 1 (Karte)                                                | Wohnhaus     |                               | 094 00315          | Baudenkmal     | Wohnhaus       |
| Tränkestraße 5 (Karte)                                                | Bauernhaus   |                               | 094 00316          | Baudenkmal     | Bauernhaus     |
| Westerhäuser Straße 1 (Karte)                                         | Wohnhaus     |                               | 094 00317          | Baudenkmal     | Weitere Bilder |

### Cattenstedt
| Lage                              | Bezeichnung | Beschreibung | Erfassungs- nummer | Ausweisungsart | Bild           |
| --------------------------------- | ----------- | ------------ | ------------------ | -------------- | -------------- |
| (Karte)                           | Kirche      | St. Martin   | 094 56514          | Baudenkmal     | Weitere Bilder |
| Hasselfelder Straße 1 (Karte)     | Rittergut   |              | 094 56516          | Baudenkmal     | Weitere Bilder |
| Hasselfelder Straße 3, 3a (Karte) | Pfarrhaus   |              | 094 56515          | Baudenkmal     | Weitere Bilder |

### Derenburg
| Lage | Bezeichnung             | Beschreibung | Erfassungs- nummer | Ausweisungsart                                    | Bild                    |
| --- | ----------------------- | --- | ------------------ | ------------------------------------------------- | ----------------------- |
| (Karte) | St. Trinitatis          | Kirche in Derenburg | 094 00914          | Baudenkmal                                        | Weitere Bilder          |
| (Karte) | Stadtmauer              | | 094 00923          | Baudenkmal                                        | Stadtmauer              |
| An der Kirche 2 (Karte) | Wohnhaus                | | 094 00592          | Baudenkmal                                        | Wohnhaus                |
| An der Kirche 2, 4, Bergstraße 1, 2, 3, 4, 5, 6, 7, 8, 9, 10, 11, 12, 13, 14, 15, 16, 17, 18, 19, 20, 22, 24, 26, 28, 30, 32, 34, 36, Bockstraße 1, 6, 3, 4, 5, 6, 7, 9, 11, Burgstraße 1, 2, 3, 4, 5, 6, 7, 8, 9, Halberstädter Straße 4, 6, 7a, 8, 9, 10, 11, 12, 13, 14, 15, 16, 17, 18, 19, 20, 21, 22, 23, 24, 25, 26, 27, 28, 29, 30, 31, 32, 33, 34, 35, 36, 37, 38, 39, 40, 41, 42, 43, 44, 46, 48, Kirchstraße 1, 2, 3, 4, 5, 6, 7, 8, 9, 10, 11, 12,13, 14, 15, 16, 17, 18, 19, 20, 21, 23, Kornstraße 1, 2, 3, 4, 5, 6, 7, 8, 8b, 9, 10, 11, 12, 13, 14, 15, 16, 17, 18, 19, 20, 21, 23, 25, 27, 29, 31, 33, 35, 37, 39, 41, 43, 45, 47, 49, 51, 53, 55, 57, Kramerstraße 1, 2, 3, Marktplatz 1, 2, 3, 4, 5, 6, 7, 8, 9, 10, 11, 12, 13, 14, 15, Mittelstraße 1, 2, 3, 4, 5, 6, 7, 8, 10, 12, 14, 16, 18, Mittlere Mauerstraße 2, 2a, 4, 6, 8, 12, 29, 31, 35, 37, 39, 41, 43, 49, 51, 53, 55, 57, 59, 61, 63, 67, 69, 71, 73, 75, 77, 79, 81, 83, 85, 87, Mühlenstraße 1, 3, 5, Neuer Markt 1, 2, 3, 4, 5, 6, 7, 8, 9, 10, 11, 12, (Karte) | Altstadt                | Altstadtbebauung | 094 03355          | Denkmalbereich                                    | Altstadt                |
| Bergstraße 1–22 (Karte) | Straßenzug              | Straßenzug | 094 03355 001      | Teilobjekt eines Denkmalbereichs - Denkmalbereich | Weitere Bilder          |
| Bockstraße 1–7, 9, 11 (Karte) | Straßenzug              | Straßenzug | 094 03355 002      | Teilobjekt eines Denkmalbereichs - Denkmalbereich | Weitere Bilder          |
| Burgstraße 1–9 (Karte) | Straßenzug              | Straßenzug | 094 03355 003      | Teilobjekt eines Denkmalbereichs - Denkmalbereich | Weitere Bilder          |
| Halberstädter Straße 4, 6, 7a, 8-23 (Karte) | Straßenzug              | Straßenzug | 094 03355 004      | Teilobjekt eines Denkmalbereichs - Denkmalbereich | Weitere Bilder          |
| Kirchstraße 1–21,.. (Karte) | Straßenzug              | Straßenzug | 094 03355 005      | Teilobjekt eines Denkmalbereichs - Denkmalbereich | Weitere Bilder          |
| Kornstraße 2–8, 8b, 9–21, .. (Karte) | Straßenzug              | Straßenzug | 094 03355 006      | Teilobjekt eines Denkmalbereichs - Denkmalbereich | Weitere Bilder          |
| Kramerstraße 1–3 (Karte) | Straßenzug              | Straßenzug | 094 03355 007      | Teilobjekt eines Denkmalbereichs - Denkmalbereich | BW                      |
| Marktplatz 1–15 (Karte) | Marktplatz              | Marktplatz | 094 03355 008      | Teilobjekt eines Denkmalbereichs - Denkmalbereich | Weitere Bilder          |
| Mittelstraße 1–8, 10, 12, 14, 16, 18 (Karte) | Straßenzug              | Straßenzug | 094 03355 009      | Teilobjekt eines Denkmalbereichs - Denkmalbereich | Weitere Bilder          |
| Mittlere Mauerstraße 2, 2a, 4, 6, 8, 12, 29, 31, 35, 37, 39, 41, 43, 49, 51, 53, 55, 57, 59, .. (Karte) | Straßenzug              | Straßenzug | 094 03355 010      | Teilobjekt eines Denkmalbereichs - Denkmalbereich | Weitere Bilder          |
| Mühlenstraße 1, 3, 5 (Karte) | Straßenzug              | Straßenzug | 094 03355 011      | Teilobjekt eines Denkmalbereichs - Denkmalbereich | Weitere Bilder          |
| Neuer Markt 1–21 (Karte) | Straßenzug              | Straßenzug | 094 03355 012      | Teilobjekt eines Denkmalbereichs - Denkmalbereich | Weitere Bilder          |
| Obermauerstraße 1, 2, 4, 6, 8, 16–19, 21, 23, 25, 27, 29, 31, 39, 41, 43, 45, .. (Karte) | Straßenzug              | Straßenzug | 094 03355 013      | Teilobjekt eines Denkmalbereichs - Denkmalbereich | Weitere Bilder          |
| Petersilienstraße 2, 2a, 4–6, 8, 10, 12, 14, 16 (Karte) | Straßenzug              | Straßenzug | 094 03355 014      | Teilobjekt eines Denkmalbereichs - Denkmalbereich | Weitere Bilder          |
| Pfarrgasse (Karte) | Pfarrgasse              | Gasse | 094 03355 015      | Teilobjekt eines Denkmalbereichs - Denkmalbereich | Weitere Bilder          |
| Pfeifferstraße 2–4 (Karte) | Straßenzug              | Straßenzug | 094 03355 016      | Teilobjekt eines Denkmalbereichs - Denkmalbereich | Weitere Bilder          |
| Schlossberg 2 (Karte) | Straßenzug              | Straßenzug | 094 03355 017      | Teilobjekt eines Denkmalbereichs - Denkmalbereich | BW                      |
| Schlossstraße 52 (Karte) | Gutshof                 | Der Gutshof existiert offenbar nicht mehr. | 094 03355 018      | Teilobjekt eines Denkmalbereichs - Denkmalbereich | BW                      |
| Schmiedegasse (Karte) | Schmiedegasse           | Straßenzug | 094 03355 019      | Teilobjekt eines Denkmalbereichs - Denkmalbereich | BW                      |
| Taubenstraße 2, 3, 4, 5, 5a, 8, 10, 12, 18, 20, 22, 24 (Karte) | Straßenzug              | Straßenzug | 094 03355 020      | Teilobjekt eines Denkmalbereichs - Denkmalbereich | Straßenzug              |
| Ueckerstraße 1–21 (Karte) | Wohnhaus                | | 094 03355 021      | Teilobjekt eines Denkmalbereichs - Denkmalbereich | Weitere Bilder          |
| Untermauerstraße 2 (Karte) | Straßenzug              | Straßenzug | 094 03355 022      | Teilobjekt eines Denkmalbereichs - Denkmalbereich | BW                      |
| Unterm Schloss 1, 3, 5, 7, 9 (Karte) | Straßenzug              | | 094 03355 023      | Teilobjekt eines Denkmalbereichs - Baudenkmal     | Straßenzug              |
| Bergstraße 5 (Karte) | Wohnhaus                | 2017 war das Kulturdenkmal nicht mehr vorhanden | 094 25224          | Baudenkmal                                        | Weitere Bilder          |
| Bergstraße 15 (Karte) | Wohnhaus                | Oberes Rathaus | 094 00647          | Baudenkmal                                        | Weitere Bilder          |
| Bergstraße 24 (Karte) | Wohnhaus                | 2017 in ruinösen Zustand | 094 00618          | Baudenkmal                                        | Weitere Bilder          |
| Bleichstraße 1, Minslebener Straße 6 (Karte) | Schule                  | Diesterwegschule | 094 00589          | Baudenkmal                                        | Weitere Bilder          |
| Bleichstraße 63 (Karte) | Villa                   | | 094 00590          | Baudenkmal                                        | Weitere Bilder          |
| Bockstraße 6 (Karte) | Wohnhaus                | | 094 00920          | Baudenkmal                                        | Weitere Bilder          |
| Burgstraße 7 (Karte) | Wohnhaus                | | 094 25225          | Baudenkmal                                        | Weitere Bilder          |
| Friedensstraße 6, 12, Promenade 18, 20, 22, 24, 26, 28, 30 (Karte) | Häusergruppe            | | 094 00622          | Denkmalbereich                                    | Weitere Bilder          |
| Halberstädter Straße 1 (Karte) | Wohnhaus                | ehem. Bothmersche Freihof | 094 00588          | Baudenkmal                                        | Weitere Bilder          |
| Halberstädter Straße 6 (Karte) | Wohn- und Geschäftshaus | | 094 00624          | Baudenkmal                                        | Wohn- und Geschäftshaus |
| Halberstädter Straße 9 (Karte) | Wohnhaus                | | 094 00621          | Baudenkmal                                        | Wohnhaus                |
| Halberstädter Straße 23 (Karte) | Wohn- und Geschäftshaus | | 094 25406          | Baudenkmal                                        | Weitere Bilder          |
| Halberstädter Straße 26 (Karte) | Wohnhaus                | | 094 00612          | Baudenkmal                                        | Weitere Bilder          |
| Halberstädter Straße 28 (Karte) | Wohnhaus                | | 094 00613          | Baudenkmal                                        | Weitere Bilder          |
| Halberstädter Straße 29 (Karte) | Wohnhaus                | | 094 25226          | Baudenkmal                                        | Weitere Bilder          |
| Halberstädter Straße 38 (Karte) | Wohnhaus                | | 094 25227          | Baudenkmal                                        | Weitere Bilder          |
| Halberstädter Straße 40 (Karte) | Wohnhaus                | | 094 25228          | Baudenkmal                                        | Weitere Bilder          |
| Halberstädter Straße 56 (Karte) | Ackerbürgerhof          | ehem. Schützenkrug | 094 00614          | Baudenkmal                                        | Weitere Bilder          |
| Hospitalstraße (Karte) | Friedhof Derenburg      | | 094 00619          | Baudenkmal                                        | Weitere Bilder          |
| Hospitalstraße (Karte) | Kapelle                 | Hospitalkapelle St. Katharina | 094 00619 001      | Teilobjekt eines Baudenkmals                      | Weitere Bilder          |
| Hospitalstraße 2 (Karte) | Hospital                | Hospital St. Katharina, Seniorenheim | 094 00630          | Baudenkmal                                        | Weitere Bilder          |
| Im freien Feld | Keller                  | | 094 25407          | Denkmalbereich                                    | Keller                  |
| Kirchstraße 1 (Karte) | Schule                  | | 094 25408          | Baudenkmal                                        | Weitere Bilder          |
| Kirchstraße 2 (Karte) | Pfarrhaus               | | 094 00601          | Baudenkmal                                        | Weitere Bilder          |
| Kirchstraße 4 (Karte) | Ackerbürgerhof          | | 094 25230          | Baudenkmal                                        | Weitere Bilder          |
| Kirchstraße 6 (Karte) | Ackerbürgerhof          | | 094 00600          | Baudenkmal                                        | Ackerbürgerhof          |
| Kirchstraße 19 (Karte) | Wohnhaus                | | 094 25409          | Baudenkmal                                        | Wohnhaus                |
| Kornstraße 1 (Karte) | Wohnhaus                | | 094 00916          | Baudenkmal                                        | Wohnhaus                |
| Kornstraße 3, 5 (Karte) | Wohnhaus                | | 094 00625          | Baudenkmal                                        | Weitere Bilder          |
| Kornstraße 14 (Karte) | Ackerbürgerhof          | | 094 00598          | Baudenkmal                                        | Weitere Bilder          |
| Kornstraße 18 (Karte) | Ackerbürgerhaus         | | 094 00597          | Baudenkmal                                        | Weitere Bilder          |
| Kornstraße 43 (Karte) | Wohnhaus                | | 094 00596          | Baudenkmal                                        | Weitere Bilder          |
| Kornstraße 45 (Karte) | Wohnhaus                | | 094 00595          | Baudenkmal                                        | Weitere Bilder          |
| Kornstraße 57 (Karte) | Ackerbürgerhof          | | 094 00608          | Baudenkmal                                        | Weitere Bilder          |
| Marktplatz 1 (Karte) | Rathaus                 | | 094 00615          | Baudenkmal                                        | Weitere Bilder          |
| Marktplatz 2 (Karte) | Wohnhaus                | | 094 00617          | Baudenkmal                                        | Wohnhaus                |
| Marktplatz 5 (Karte) | Wohnhaus                | Ehemaliges Gasthaus „Zur Tanne“ mit Kinosaal im Obergeschoss (Markt-Lichtspiele) bis 1990, danach kurzzeitig Baumarkt. | 094 00919          | Baudenkmal                                        | Wohnhaus                |
| Marktplatz 11 (Karte) | Wohnhaus                | | 094 00917          | Baudenkmal                                        | Wohnhaus                |
| Marktplatz 12 (Karte) | Wohnhaus                | | 094 25410          | Baudenkmal                                        | Wohnhaus                |
| Marktplatz 13 (Karte) | Wohnhaus                | | 094 00616          | Baudenkmal                                        | Wohnhaus                |
| Minslebener Straße 1 (Karte) | Wohnhaus                | | 094 00587          | Baudenkmal                                        | Weitere Bilder          |
| Mittelstraße 8 (Karte) | Ackerbürgerhof          | Hof scheinbar nicht mehr in ursprünglicher Form erhalten (Front ist abweichend zu Nachbargehöften) (2017) | 094 00603          | Baudenkmal                                        | Ackerbürgerhof          |
| Mittelstraße 16 (Karte) | Wohnhaus                | | 094 00602          | Baudenkmal                                        | Weitere Bilder          |
| Mittlere Mauerstraße 4 (Karte) | Wohnhaus                | | 094 00611          | Baudenkmal                                        | Weitere Bilder          |
| Mittlere Mauerstraße 17 (Karte) | Wohnhaus                | | 094 00609          | Baudenkmal                                        | Weitere Bilder          |
| Mittlere Mauerstraße 37 (Karte) | Wohnhaus                | | 094 00610          | Baudenkmal                                        | Weitere Bilder          |
| Mühlenstraße 1 (Karte) | Badehaus                | | 094 00593          | Baudenkmal                                        | Weitere Bilder          |
| Neuer Markt 7 (Karte) | Wohnhaus                | | 094 25232          | Baudenkmal                                        | Weitere Bilder          |
| Obermauerstraße 1 (Karte) | Torwächterhaus          | | 094 00607          | Baudenkmal                                        | Weitere Bilder          |
| Obermauerstraße 4 (Karte) | Wohnhaus                | | 094 00606          | Baudenkmal                                        | Weitere Bilder          |
| Obermauerstraße 8 (Karte) | Villa                   | | 094 00656          | Baudenkmal                                        | Weitere Bilder          |
| Obermauerstraße 18 (Karte) | Wohn- und Geschäftshaus | | 094 00623          | Baudenkmal                                        | Wohn- und Geschäftshaus |
| Petersilienstraße 10 (Karte) | Wohnhaus                | | 094 00605          | Baudenkmal                                        | Weitere Bilder          |
| Pfarrgasse an der Pfarrgasse zwischen Bergstraße und Mittlerer Mauergasse (Karte) | Kaplanei                | Kalandskapelle | 094 00922          | Baudenkmal                                        | Weitere Bilder          |
| Pfeifferstraße 2 in der Altstadt (Karte) | Wohnhaus                | | 094 03535          | Baudenkmal                                        | Weitere Bilder          |
| Promenade 5 (Karte) | Gutshof                 | | 094 00913          | Baudenkmal                                        | Weitere Bilder          |
| Schlossstraße 15 (Karte) | Villa                   | | 094 00637          | Baudenkmal                                        | Weitere Bilder          |
| Schützenstraße (Karte) | Kriegerdenkmal          | | 094 25229          | Kleindenkmal                                      | Weitere Bilder          |
| Taubenstraße 3 (Karte) | Wohnhaus                | | 094 25233          | Baudenkmal                                        | Weitere Bilder          |
| Ueckerstraße 5 (Karte) | Wohnhaus                | | 094 01824          | Baudenkmal                                        | Weitere Bilder          |
| Ueckerstraße 7 (Karte) | Ackerbürgerhaus         | | 094 25234          | Baudenkmal                                        | Weitere Bilder          |
| Unterm Schloss 1, 3, 5, 7, 9 und Parzelle 267/7 (Karte) | Burg                    | Burg Derenburg | 094 02686          | Baudenkmal                                        | Weitere Bilder          |
| Wernigeröder Straße 38 (Karte) | Verwaltungsgebäude      | 1909 bis 1910 errichtetes Verwalterhaus der einstigen Elektrizitätsgenossenschaft Elektrizitätswerk Überlandzentrale Derenburg am Harz GmbH. Nach 1950 Nutzung als Betriebsberufsschule der Energieversorgung und Sitz der Direktion des Volkseigenen Gutes, nach 1990 Privatisierung. | 094 01826          | Baudenkmal                                        | Weitere Bilder          |

### Heimburg
| Lage | Bezeichnung     | Beschreibung                                    | Erfassungs- nummer | Ausweisungsart | Bild           |
| --- | --------------- | ----------------------------------------------- | ------------------ | -------------- | -------------- |
| im Wald zwischen Jasperode und Volkmarskeller (Karte)                                                    | Bergwerk        | Wasserlösungsstollen Eisensteingrube Mittelberg | 094 56026          | Baudenkmal     | BW             |
| Klostergrund, im Hang über Forstweg, ca. 200 m unterhalb Volkmarskeller in Richtung Michaelstein (Karte) | Pinge           | Grube Volkmar                                   | 094 56024          | Baudenkmal     | BW             |
| Koordinaten fehlen! Hilf mit.                                                                            | Jagdhaus        | Jagdhaus 2022 als Baudenkmal ausgewiesen.       | 094 18863          | Baudenkmal     |                |
| (Karte)                                                                                                  | Burg Heimburg   | Burg Heimburg (Altenburg), Ruine                | 094 00847          | Baudenkmal     | Burg Heimburg  |
| Elbingeröder Straße 6 (Karte)                                                                            | Bauernhof       |                                                 | 094 03147          | Baudenkmal     | Weitere Bilder |
| Heimburger Kirchstraße 2 (Karte)                                                                         | Wohnhaus        |                                                 | 094 25212          | Baudenkmal     | Weitere Bilder |
| Heimburger Kirchstraße (Karte)                                                                           | Kirche          | Heilige Dreifaltigkeit                          | 094 03145          | Baudenkmal     | Weitere Bilder |
| Klostergrund auf einem Felsen an der Nordseite des Klostergrundes (Karte)                                | Volkmarskeller  | Ruine                                           | 094 00926          | Baudenkmal     | Volkmarskeller |
| Oberdorf 1 (Karte)                                                                                       | Rathaus         |                                                 | 094 02270          | Baudenkmal     | Weitere Bilder |
| Oberdorf 9 (Karte)                                                                                       | Bauernhof       |                                                 | 094 02271          | Baudenkmal     | Weitere Bilder |
| Oberdorf 13 (Karte)                                                                                      | Scheune         |                                                 | 094 02274          | Baudenkmal     | Weitere Bilder |
| Oberdorf 14 (Karte)                                                                                      | Bauernhof       |                                                 | 094 02272          | Baudenkmal     | Weitere Bilder |
| Oberdorf 17 (Karte)                                                                                      | Wohnhaus        |                                                 | 094 02276          | Baudenkmal     | Weitere Bilder |
| Schustergasse 4 (Karte)                                                                                  | Wohnhaus        |                                                 | 094 02281          | Baudenkmal     | Weitere Bilder |
| Teichstraße 1 (Karte)                                                                                    | Wohnhaus        |                                                 | 094 02262          | Baudenkmal     | Weitere Bilder |
| Unterstraße 1 (Karte)                                                                                    | Hospital        | Zum heiligen Geist                              | 094 02278          | Baudenkmal     | Weitere Bilder |
| Wilhelm-Pieck-Straße 12, 13, 14, 15, 16, 19 unterhalb der Heimburg (Karte)                               | Domäne Heimburg | Domäne                                          | 094 02260          | Denkmalbereich | Weitere Bilder |
| Wilhelm-Pieck-Straße 34 (Karte)                                                                          | Wohnhaus        |                                                 | 094 03146          | Baudenkmal     | Weitere Bilder |
| Wilhelm-Pieck-Straße 36 (Karte)                                                                          | Wohnhaus        | Wohnhaus                                        | 094 02263          | Baudenkmal     | Weitere Bilder |
| Wilhelm-Pieck-Straße 38 (Karte)                                                                          | Wohnhaus        | Wohnhaus                                        | 094 02266          | Baudenkmal     | Weitere Bilder |
| Wilhelm-Pieck-Straße 45, 46 (Karte)                                                                      | Wohnhaus        |                                                 | 094 02269          | Baudenkmal     | Weitere Bilder |
| Winkel 3 (Karte)                                                                                         | Wohnhaus        |                                                 | 094 02279          | Baudenkmal     | Weitere Bilder |

### Hüttenrode
| Lage                                                             | Bezeichnung             | Beschreibung                                                                                  | Erfassungs- nummer | Ausweisungsart               | Bild                    |
| ---------------------------------------------------------------- | ----------------------- | --------------------------------------------------------------------------------------------- | ------------------ | ---------------------------- | ----------------------- |
| Koordinaten fehlen! Hilf mit.                                    | Jagdhaus                | Jagdhaus 2022 als Baudenkmal ausgewiesen.                                                     | 094 18872          | Baudenkmal                   |                         |
| ehemaliger Bahnhof                                               | Stellwerk               | Stellwerk Zeitweise unter der Erfassungsnummer 094 18872 als Baudenkmal geführt.              | 107 25014 002      | Teilobjekt eines Baudenkmals |                         |
| Braunesumpf                                                      | Tunnel                  | Tunnel                                                                                        | 107 25014 005      | Teilobjekt eines Baudenkmals |                         |
| B 27 Braunesumpf, unterhalb Straßendamm B 27 (Karte)             | Mühlenweger Stollen     | Teil des Bergbaureviers Braunesumpf, auch „Mühlenwegstollen“. Geschütztes Fledermausquartier! | 094 25415          | Baudenkmal                   | BW                      |
| Michaelsteiner Straße (Karte)                                    | Bergwerk                | Grube Braunesumpf und Walter-Hartmann-Stollen, Stollenmundloch in Blankenburg                 | 094 25425          | Baudenkmal                   | BW                      |
| auf dem Friedhof (Karte)                                         | Grabkapelle             |                                                                                               | 094 00546          | Baudenkmal                   | Weitere Bilder          |
| Kirchbrink 7 (Karte)                                             | Kirche                  | Kirchenruine im Ortskern auf leichter Anhöhe                                                  | 094 00544          | Baudenkmal                   | Weitere Bilder          |
| auf dem Friedhof (Karte)                                         | Kriegerdenkmal          | Ehrenmal Sowjetischer Ehrenfriedhof                                                           | 094 12582          | Kleindenkmal                 | Kriegerdenkmal          |
| Blankenburger Straße 7 (Karte)                                   | Gutshof                 |                                                                                               | 094 25218          | Baudenkmal                   | Weitere Bilder          |
| Kaltes Tal, Gut Heiligenstock, Ortsgrenze zu Elbingerode (Karte) | Scheune                 | Feldscheune Gut Heiligenstock                                                                 | 107 25006          | Baudenkmal                   | BW                      |
| Kirchbrink (Karte)                                               | Kriegerdenkmal          | Gefallenendenkmal, Denkmal für die Gefallenen des Ersten und Zweiten Weltkrieges.             | 094 25216          | Kleindenkmal                 | Weitere Bilder          |
| Lange Straße 1 (Karte)                                           | Wohnhaus                |                                                                                               | 094 00551          | Baudenkmal                   | Wohnhaus                |
| Lange Straße 2 (Karte)                                           | Wohn- und Geschäftshaus |                                                                                               | 094 25219          | Baudenkmal                   | Wohn- und Geschäftshaus |
| Lange Straße 5 (Karte)                                           | Schule                  |                                                                                               | 094 00545          | Baudenkmal                   | Weitere Bilder          |
| Lange Straße 21 (Karte)                                          | Bauernhof               |                                                                                               | 094 00548          | Baudenkmal                   | Weitere Bilder          |
| Lange Straße 33 (Karte)                                          | Bauernhof               |                                                                                               | 094 00550          | Baudenkmal                   | Bauernhof               |
| Lange Straße 5, 6, 7, 31, 32, 33, 34 (Karte)                     | Straßenzug              |                                                                                               | 094 00552          | Denkmalbereich               | Weitere Bilder          |
| Poststraße 4 nördlich der Kirche (Karte)                         | Pfarrhaus               |                                                                                               | 094 00538          | Baudenkmal                   | Weitere Bilder          |
| Reecken 6 (Karte)                                                | Bauernhof               |                                                                                               | 094 00553          | Baudenkmal                   | Weitere Bilder          |
| Reecken 7 (Karte)                                                | Wohnhaus                |                                                                                               | 094 00554          | Baudenkmal                   | Weitere Bilder          |
| Rübeländer Straße 3 (Karte)                                      | Umspannwerk             |                                                                                               | 094 00543          | Baudenkmal                   | Umspannwerk             |
| Teichstraße 5 (Karte)                                            | Bauernhaus              |                                                                                               | 094 25483          | Baudenkmal                   | Bauernhaus              |
| Teichstraße 10, 11, 12, 13 (Karte)                               | Straßenzug              |                                                                                               | 094 02741          | Denkmalbereich               | Weitere Bilder          |
| Teichstraße 21, 22 (Karte)                                       | Häusergruppe            |                                                                                               | 094 00547          | Denkmalbereich               | Weitere Bilder          |
| Teichstraße 26 (Karte)                                           | Wohnhaus                |                                                                                               | 094 25217          | Baudenkmal                   | Weitere Bilder          |

### Timmenrode
| Lage                            | Bezeichnung  | Beschreibung         | Erfassungs- nummer | Ausweisungsart | Bild           |
| ------------------------------- | ------------ | -------------------- | ------------------ | -------------- | -------------- |
| Blankenburger Straße 49 (Karte) | Bauernhof    |                      | 094 45112          | Baudenkmal     | Weitere Bilder |
| Blankenburger Straße 50 (Karte) | Wohnhaus     |                      | 094 45113          | Baudenkmal     | Weitere Bilder |
| Blankenburger Straße 53 (Karte) | Wohnhaus     |                      | 094 45114          | Baudenkmal     | Weitere Bilder |
| Kirchstraße (Karte)             | Kirche       | St. Lukas            | 094 45408          | Baudenkmal     | Weitere Bilder |
| Kirchstraße 2, 4, 6, 8 (Karte)  | Häusergruppe |                      | 094 56072          | Denkmalbereich | Weitere Bilder |
| Kirchstraße 10 (Karte)          | Pfarrhof     |                      | 094 56078          | Baudenkmal     | Weitere Bilder |
| Kirchstraße 13 (Karte)          | Wohnhaus     |                      | 094 45116          | Baudenkmal     | Weitere Bilder |
| Roßtrappenstraße 1 (Karte)      | Rittergut    | Rittergut Timmenrode | 094 56071          | Baudenkmal     | Weitere Bilder |
| Schenkengasse 1 (Karte)         | Wohnhaus     |                      | 094 45117          | Baudenkmal     | Weitere Bilder |
| Westerhäuser Straße (Karte)     | Kapelle      | Friedhofskapelle     | 094 45118          | Baudenkmal     | Weitere Bilder |

### Wienrode
| Lage                    | Bezeichnung | Beschreibung                                                | Erfassungs- nummer | Ausweisungsart | Bild           |
| ----------------------- | ----------- | ----------------------------------------------------------- | ------------------ | -------------- | -------------- |
| Steinweg (Karte)        | Kirche      | Dorfkirche zwischen Steinweg und Neue Straße im Ortszentrum | 094 00864          | Baudenkmal     | Weitere Bilder |
| Forstweg 9 (Karte)      | Forsthof    |                                                             | 094 02199          | Baudenkmal     | Weitere Bilder |
| Harzstraße 2 (Karte)    | Wohnhaus    |                                                             | 094 02186          | Baudenkmal     | Wohnhaus       |
| Harzstraße 3 (Karte)    | Bauernhof   |                                                             | 094 02187          | Baudenkmal     | Weitere Bilder |
| Lange Straße 7 (Karte)  | Bauernhof   | Vierseitenhof                                               | 094 02190          | Baudenkmal     | Bauernhof      |
| Lange Straße 9 (Karte)  | Pfarrhof    |                                                             | 094 56013          | Baudenkmal     | Pfarrhof       |
| Lange Straße 11 (Karte) | Bauernhof   |                                                             | 094 02192          | Baudenkmal     | Bauernhof      |
| Lange Straße 13 (Karte) | Bauernhof   |                                                             | 094 25157          | Baudenkmal     | Bauernhof      |
| Lange Straße 25 (Karte) | Bauernhof   |                                                             | 094 02195          | Baudenkmal     | Bauernhof      |
| Mühlenweg 1 (Karte)     | Gasthof     |                                                             | 094 02188          | Baudenkmal     | Gasthof        |
| Steinweg 5 (Karte)      | Bauernhof   |                                                             | 094 25156          | Baudenkmal     | Bauernhof      |

## Ehemalige Kulturdenkmale nach Ortsteilen
Die nachfolgenden Objekte waren ursprünglich ebenfalls denkmalgeschützt oder wurden in der Literatur als Kulturdenkmale geführt. Die Denkmale bestehen heute jedoch nicht mehr, ihre Unterschutzstellung wurde aufgehoben oder sie werden nicht mehr als Denkmale betrachtet.

### Blankenburg (Harz)
| Lage                                             | Bezeichnung  | Beschreibung | Erfassungs- nummer | Ausweisungsart | Bild           |
| ------------------------------------------------ | ------------ | --- | ------------------ | -------------- | -------------- |
| Helsunger Straße 34 (Karte)                      | Schule       | Heinrich-Heine-Schule, mit ID 107 25007 weiterhin denkmalgeschützt.                                                             | 094 25132          | Baudenkmal     | Weitere Bilder |
| Knorrenbergstraße 5 (Karte)                      | Villa        | | 094 25079          | Baudenkmal     | Villa          |
| Knorrenbergstraße 6, 8 (Karte)                   | Häusergruppe | | 094 00690          | Denkmalbereich | Häusergruppe   |
| Kreuzstraße 4, 40, 41 (Karte)                    | Häusergruppe | Alle drei Häuser sind als Einzeldenkmale weiterhin geschützt.                                                                   | 094 00707          | Denkmalbereich | Weitere Bilder |
| Krumme Straße 7 (Karte)                          | Wohnhaus     | | 094 00715          | Baudenkmal     | Wohnhaus       |
| Michaelsteiner Straße 17, 18, 19, 20, 21 (Karte) | Häusergruppe | Die fünf Häuser sind weiterhin geschützt und der Denkmalbereich wurde mit ID 094 00705 noch um drei weitere Häuser erweitert.   | 094 25086          | Denkmalbereich | Häusergruppe   |
| Neue Halberstädter Straße 29 (Karte)             | Wohnhaus     | | 094 01812          | Baudenkmal     | Weitere Bilder |
| Neue Halberstädter Straße 59 (Karte)             | Wohnhaus     | Das Haus wurde abgerissen und das Grundstück neu bebaut.                                                                        | 094 01813          | Baudenkmal     | BW             |
| Obere Knorrenbergstraße 3 (Karte)                | Villa        | | 094 25078          | Baudenkmal     | Weitere Bilder |
| Schieferberg 7 (Karte)                           | Villa        | | 094 01757          | Baudenkmal     | Weitere Bilder |
| Schieferberg 9 (Karte)                           | Villa        | | 094 02494          | Baudenkmal     | Weitere Bilder |
| Schleinitzstraße 1b (Karte)                      | Villa        | | 094 01797          | Baudenkmal     | Weitere Bilder |
| Schloßberg 2 (Karte)                             | Wohnhaus     | Obermühle und Elektrizitätswerk Schloss, mit ID 094 25257 und Sachbegriff „Mühle“ weiterhin geschütztes Bauwerk.                | 094 01777          | Baudenkmal     | Weitere Bilder |
| Thiestraße 11 (Karte)                            | Lindenhof    | zweigeschossiges Wohnhaus in Fachwerkbauweise, als Gasthof errichtet, im September 2007 abgerissen, jetzige Bebauung siehe Foto | 094 56041          | Baudenkmal     | Weitere Bilder |
| Vincentstraße 6 (Karte)                          | Wohnhaus     | Mit ID 094 01781 weiterhin unter Sachbegriff „Wohn- und Geschäftshaus“ geschützt.                                               | 094 97983          | Baudenkmal     | Weitere Bilder |
| Vincentstraße 7 (Karte)                          | Wohnhaus     | Adresse existiert nicht (mehr), gehört heute zu Vincentstraße 6 als Hof und Anwohnerparkplatz                                   | 094 00725          | Baudenkmal     | BW             |

### Börnecke
| Lage                                               | Bezeichnung  | Beschreibung | Erfassungs- nummer | Ausweisungsart | Bild           |
| -------------------------------------------------- | ------------ | ------------ | ------------------ | -------------- | -------------- |
| Halberstädter Straße 1, Lange Straße 1, 24 (Karte) | Häusergruppe |              | 094 02739          |                | Weitere Bilder |

### Derenburg
| Lage                                                    | Bezeichnung  | Beschreibung        | Erfassungs- nummer | Ausweisungsart | Bild           |
| ------------------------------------------------------- | ------------ | ------------------- | ------------------ | -------------- | -------------- |
| Bergstraße 3 (Karte)                                    | Wohnhaus     |                     | 094 01825          |                | Wohnhaus       |
| Hospitalstraße 2 (Karte)                                | Armenhaus    | Armenhaus           | 094 00631          | Baudenkmal     | Armenhaus      |
| Kornstraße 47 (Karte)                                   | Wohnhaus     |                     | 094 00594          |                | Weitere Bilder |
| Mühlenstraße 5 (Karte)                                  | Wohnhaus     |                     | 094 25231          |                | Weitere Bilder |
| Pfeifferstraße 4 in der Altstadt (Karte)                | Wohnhaus     |                     | 094 03537          |                | Weitere Bilder |
| Promenade 3 (Karte)                                     | Wohnhaus     |                     | 094 00620          |                | Weitere Bilder |
| Wernigeröder Straße 2, 6, 8, 10, 12, 16, 20, 22 (Karte) | Straßenzeile |                     | 094 00627          |                | Weitere Bilder |
| Wernigeröder Straße 36 (Karte)                          | Gasthof      | Zum Schwarzen Adler | 094 00628          |                | Weitere Bilder |

### Heimburg
| Lage                            | Bezeichnung | Beschreibung                                      | Erfassungs- nummer | Ausweisungsart | Bild           |
| ------------------------------- | ----------- | ------------------------------------------------- | ------------------ | -------------- | -------------- |
| Elbingeröder Straße 2 (Karte)   | Wohnhaus    |                                                   | 094 02277          |                | Weitere Bilder |
| Oberdorf 6 (Karte)              | Wohnhaus    |                                                   | 094 03144          |                | Weitere Bilder |
| Oberdorf 15 (Karte)             | Stall       | das ehemalige Baudenkmal ist nicht mehr vorhanden | 094 56453          |                | BW             |
| Oberdorf 16 (Karte)             | Bauernhof   |                                                   | 094 02275          |                | Weitere Bilder |
| Wilhelm-Pieck-Straße 43 (Karte) | Wohnhaus    |                                                   | 094 02273          |                | Weitere Bilder |

### Hüttenrode
| Lage                             | Bezeichnung  | Beschreibung | Erfassungs- nummer | Ausweisungsart | Bild           |
| -------------------------------- | ------------ | ------------ | ------------------ | -------------- | -------------- |
| Kirchbrink 1, 2, 3, 4, 5 (Karte) | Häusergruppe |              | 094 02742          | Denkmalbereich | Weitere Bilder |
| Lange Straße 24 (Karte)          | Gutshaus     |              | 094 00549          | Baudenkmal     | Gutshaus       |

### Timmenrode
| Lage                                      | Bezeichnung | Beschreibung | Erfassungs- nummer | Ausweisungsart | Bild           |
| ----------------------------------------- | ----------- | ------------ | ------------------ | -------------- | -------------- |
| 0,4 km nordöstlich von Timmenrode (Karte) | Burg        | Kuxsburg     | 094 45371          |                | Burg           |
| Blankenburger Straße 31 (Karte)           | Wohnhaus    |              | 094 45111          |                | Weitere Bilder |
| Kirchstraße 8 (Karte)                     | Pfarrhaus   |              | 094 45115          |                | Weitere Bilder |

### Timmenrode, Warnstedt, Weddersleben
| Lage                                   | Bezeichnung     | Beschreibung                                                 | Erfassungs- nummer | Ausweisungsart | Bild            |
| -------------------------------------- | --------------- | ------------------------------------------------------------ | ------------------ | -------------- | --------------- |
| zwischen Blankenburg und Thale (Karte) | Eisenbahnanlage | Gleisanlagen nordöstlich von Timmenrode waren 2020 vorhanden | 107 40145          |                | Eisenbahnanlage |

### Wienrode
| Lage                                                  | Bezeichnung | Beschreibung | Erfassungs- nummer | Ausweisungsart | Bild           |
| ----------------------------------------------------- | ----------- | ------------ | ------------------ | -------------- | -------------- |
| Harzstraße 19 (Karte)                                 | Wohnhaus    |              | 094 56014          | Baudenkmal     | Wohnhaus       |
| Harzstraße 51, Neue Straße 3, 4, 5, 9, 11, 15 (Karte) | Straßenzug  |              | 094 02198          | Denkmalbereich | Weitere Bilder |
| Lange Straße 2 (Karte)                                | Wohnhaus    |              | 094 02189          | Baudenkmal     | Wohnhaus       |
| Lange Straße 3 (Karte)                                | Bauernhof   |              | 094 02197          | Baudenkmal     | Bauernhof      |
| Lange Straße 8 (Karte)                                | Bauernhof   |              | 094 02191          | Baudenkmal     | Bauernhof      |
| Lange Straße 15 (Karte)                               | Wohnhaus    |              | 094 02196          | Baudenkmal     | Wohnhaus       |
| Lange Straße 17 (Karte)                               | Wohnhaus    |              | 094 02193          | Baudenkmal     | Wohnhaus       |
| Lange Straße 21, 22, 23, 24 (Karte)                   | Straßenzug  |              | 094 02194          | Denkmalbereich | Straßenzug     |
| Lange Straße 26 (Karte)                               | Wohnhaus    |              | 094 56015          | Baudenkmal     | Wohnhaus       |
| Steinweg 2, 5, 6, 7, 8, 10 (Karte)                    | Straßenzug  |              | 094 02185          | Denkmalbereich | Weitere Bilder |

## Legende
In den Spalten befinden sich folgende Informationen:
- Lage: Nennt den Straßennamen und wenn vorhanden die Hausnummer des Kulturdenkmals. Die Grundsortierung der Liste erfolgt nach dieser Adresse. Der Link „Karte“ führt zu verschiedenen Kartendarstellungen und nennt die geographischen Koordinaten.
Link zu einem Kartenansichtstool, um Koordinaten zu setzen. In der Kartenansicht sind Baudenkmale ohne Koordinaten mit einem roten bzw. orangen Marker dargestellt und können in der Karte gesetzt werden. Baudenkmale ohne Bild sind mit einem blauen bzw. roten Marker gekennzeichnet, Baudenkmale mit Bild mit einem grünen bzw. orangen Marker.
- Offizielle Bezeichnung: Nennt den Namen, die Bezeichnung oder zumindest die Art des Kulturdenkmals und verlinkt, soweit vorhanden, auf den Artikel zum Objekt.
- Beschreibung: Nennt bauliche und geschichtliche Einzelheiten des Kulturdenkmals, vorzugsweise die Denkmaleigenschaften.
- Erfassungsnummer: Für jedes Kulturdenkmal wird in Sachsen-Anhalt eine 20stellige Erfassungsnummer vergeben. Die letzten zwölf Ziffern werden für die Untergliederung nach Teilobjekten genutzt und werden nur angegeben, soweit vergeben. In dieser Spalte kann sich folgendes Icon  befinden, dies führt zu Angaben zu diesem Baudenkmal bei Wikidata.
- Ausweisungsart: Die Einordnung des Denkmales nach § 2 Abs. 2 DenkmSchG LSA
- Bild: Ein Bild des Denkmales, und gegebenenfalls einen Link zu weiteren Fotos des Kulturdenkmals im Medienarchiv Wikimedia Commons. Wenn man auf das Kamerasymbol klickt, können Fotos zu Kulturdenkmalen aus dieser Liste hochgeladen werden: